# Jaebeoljip mangnae-adeul
Jaebeoljip mangnae-adeul (재벌집 막내아들?; lett. "Il figlio più giovane di un chaebol"), anche nota con il titolo internazionale Reborn Rich, è una serie televisiva sudcoreana trasmessa su JTBC dal 18 novembre 2022, tratta dal romanzo ipertestuale Reborn Rich di San Gyung.
Con ascolti vicini al 30%, è diventata la seconda serie più vista di JTBC dopo Bubu-ui segye.

## Trama
Yoon Hyun-woo è un impiegato di alto livello presso il chaebol Sunyang Group, ma dopo aver scoperto un complotto per evadere il fisco, viene tradito e assassinato dai suoi datori di lavoro. Hyun-woo si risveglia così nel 1987 nel corpo da bambino di Jin Do-jun, il nipote più giovane di Jin Yang-chul, proprietario e fondatore del Sunyang Group. Usando questa circostanza e i ricordi della sua vita precedente a suo vantaggio, progetta un'acquisizione ostile dell'azienda per vendicarsi.

## Personaggi e interpreti

### Personaggi principali
- Jin Do-jun/Yoon Hyun-woo, interpretato da Song Joong-ki e Kim Kang-hoon (da bambino)
Manager anziano del Dipartimento gestione beni futuri del Sunyang Group, rinato nel corpo di Jin Do-jun, il nipote più giovane di Yang-chul, dopo essere stato assassinato dalla famiglia Jin.[6]
- Jin Yang-chul, interpretato da Lee Sung-min
Fondatore del Sunyang Group, nonostante sia cresciuto in povertà è riuscito, grazie alla sua ambizione, a diventare il presidente della società leader della Corea del Sud. Per questo, farebbe qualunque cosa per denaro.[7]
- Seo Min-young, interpretata da Shin Hyun-been
Procuratrice della squadra anti-corruzione dell'ufficio del distretto centrale di Seul, appartenente a una famiglia con una lunga storia nella professione legale. Dotata di un profondo senso della giustizia, il suo scopo è svelare le attività illecite del Sunyang Group.[8]

### Personaggi secondari
- Jin Young-ki, interpretato da Yoon Je-moon
Primogenito di Yang-chul, un uomo capace e determinato. Detiene una posizione precaria nella lotta per la successione alla guida del Sunyang Group.[9]
- Son Jung-dae, interpretata da Kim Jung-nan
Moglie di Young-ki, figlia di un ricco e potente prestatore di denaro.[9]
- Jin Seong-jun, interpretato da Kim Nam-hee e Moon Seong-hyun (da giovane)
Figlio di Young-ki e Jung-dae, nipote più grande di Yang-chul.[9]
- Mo Hyun-min, interpretata da Park Ji-hyun
Promessa sposa di Seong-jun, direttrice di una galleria d'arte e unica figlia del proprietario del quotidiano Hyunsung Ilbo.[9]
- Jin Dong-ki, interpretato da Jo Han-chul
Secondogenito di Yang-chul.[9]
- Yoo Ji-na, interpretata da Seo Jae-hee
Moglie di Dong-ki, figlia di un ex-Ministro delle finanze.[9]
- Jin Ye-jun, interpretata da Jo Hye-joo
Figlia di Dong-ki e Ji-na, unica nipote femmina di Yang-chul.[9]
- Jin Hwa-young, interpretata da Kim Shin-rok
Terzogenita di Yang-chul, una donna molto viziata.[9]
- Choi Chang-je, interpretato da Kim Do-hyun
Marito di Hwa-young, un procuratore proveniente da una famiglia povera.[9]
- Jin Yoon-ki, interpretato da Kim Young-jae
Quartogenito di Yang-chul, padre di Do-jun.[9]
- Lee Hae-in, interpretata da Jung Hye-young
Moglie di Yoon-ki, madre di Do-jun, un'ex attrice di grande fama.[9]
- Jin Hyung-jun, interpretato da Kang Ki-doong e Jin Hyung-jun (da giovane)
Fratello maggiore di Do-jun.[9]
- Lee Pil-ok, interpretata da Kim Hyun
Moglie di Yang-chul, una donna di classe che ha contribuito alla fondazione del Sunyang Group.[9]
- Lee Hang-jae, interpretato da Jung Hee-tae
Assistente di Yang-chul.
- Kim Ju-ryeon, interpretato da Heo Jung-do
Segretario di Young-ki.
- Oh Se-hyeon/Mason Oh, interpretato da Park Hyuk-kwon
Socio in affari di Do-jun.[10]
- Rachel, interpretata da Tiffany Young
Analista che lavora con Se-hyeon.[10]
- Ha In-seok, interpretato da Park Ji-hoon
Autista di Do-jun.
- Woo Byung-jun, interpretato da Kim Jung-woo
Dipendente del Sunyang Group che lavora per Do-jun.

## Produzione
Il 27 maggio 2022 la stampa coreana ha riferito che Song Joong-ki avrebbe interpretato il protagonista dell'adattamento televisivo del romanzo ipertestuale Reborn Rich; la sua agenzia ha confermato che aveva ricevuto un'offerta di casting e la stava valutando. La sua partecipazione è stata confermata il 20 giugno insieme a quella di Lee Sung-min. Nel frattempo sono state contattate anche Shin Hyun-been e Tiffany Young, quest'ultima al suo debutto come attrice sul piccolo schermo. Il cast principale e di supporto è stato annunciato il 28 settembre 2022. Le riprese si sono svolte, oltre che in Corea del Sud, anche in Turchia. Il 12 ottobre il canale JTBC ha informato che la serie sarebbe stata trasmessa a partire dal successivo 18 novembre, eccezionalmente per tre volte alla settimana (venerdì, sabato e domenica) anziché le classiche due, per creare una maggior immersione nella storia.
L'8 maggio 2025, Artist Company e la sua sussidiaria Artist Studio, che ha acquisito la casa produttrice della prima stagione RaemongRaein nel 2024, hanno annunciato che sarebbe stata realizzata una seconda stagione con un nuovo cast e un universo allargato al resto del mondo anziché alle sole aziende sudcoreane.

## Accoglienza
Jaebeoljip mangnae-adeul, una delle fiction sudcoreane più attese dell'anno grazie al suo cast stellare, ha debuttato con una media nazionale del 6,1% di share, gli ascolti più alti ottenuti dal primo episodio di una serie della JTBC nel 2022, e i secondi più alti di sempre per una première sulla rete dietro a Bubu-ui segye, che esordì con il 6,3% nel 2020. Gli ascolti sono saliti bruscamente con la trasmissione del secondo episodio, che ha ottenuto una media nazionale dell'8,8% diventando il programma più visto della sua fascia oraria su tutti i canali, e hanno raggiunto la doppia cifra con l'episodio 3 grazie a una media nazionale del 10,8%. Andando avanti la serie è diventata sempre più popolare grazie alla trama che fonde i temi della vendetta e della reincarnazione alla storia moderna della Corea e delle sue aziende. Il 4 dicembre, giunta all'ottavo episodio, ha ottenuto un indice di ascolto medio nazionale del 19,449%, segnando un balzo del 3,3% rispetto al precedente e superando Avvocata Woo come fiction più vista del 2022. Il 18 dicembre, l'episodio 14 ha registrato uno share del 24,9%, superando Sky Castle e diventando la seconda serie via cavo più vista della storia dietro al 28,4% di Bubu-ui segye. Si è conclusa il 25 dicembre con un record personale del 26,9% di ascolti a livello nazionale, ed è stata l'unica serie televisiva sudcoreana del 2022 a superare il 20% di share. Gli ultimi due episodi hanno però ricevuto reazioni miste dagli spettatori, in quanto il finale differisce dal romanzo originale e lascia intendere che gli eventi siano stati solo un lungo sogno avuto da Hyun-woo mentre era in coma dopo che hanno cercato di assassinarlo.
Per le tematiche affrontate, Walter Marsh di The Guardian ha paragonato Jaebeoljip mangnae-adeul a un crossover tra Outlander, Ritorno al futuro e La grande scommessa che si inserisce nel filone delle commedie drammatiche che satirizzano la vita dei ricchi e potenti, aggiungendo però del "vero pathos nella sua critica della primogenitura, della ricchezza ereditata e della cultura aziendale". Pierce Conran del South China Morning Post ha assegnato alla serie 3 stelle su 5, ritenendola divertente ma con un finale insoddisfacente.

## Riconoscimenti
- APAN Star Award
  - 2023 – Premio all'eccellenza, attore in una miniserie a Jo Han-chul[35]
  - 2023 – Candidatura Drama dell'anno[36]
  - 2023 – Candidatura Miglior regista a Jung Dae-yoon[36]
  - 2023 – Candidatura Premio all'alta eccellenza, attore in una miniserie a Lee Sung-min[36]
  - 2023 – Candidatura Premio all'alta eccellenza, attore in una miniserie a Song Joong-ki[36]
  - 2023 – Candidatura Premio all'eccellenza (uomini) a Jung Hee-tae[36]
  - 2023 – Candidatura Premio all'eccellenza (donne) a Park Ji-hyun[36]
- Baeksang Arts Award
  - 2023 – Miglior attore a Lee Sung-min[37]
  - 2023 – Candidatura Gran premio televisivo a Lee Sung-min[38]
  - 2023 – Candidatura Miglior attore di supporto a Kim Do-hyun[38]
  - 2023 – Candidatura Miglior attrice di supporto a Kim Shin-rok[38]
- International Emmy Award
  - 2023 – Candidatura Miglior miniserie/film per la televisione[39]
- Korea Drama Award
  - 2023 – Premio KDF a Jung Hee-tae[40]
- Korea Communications Commission Broadcasting Award
  - 2023 – Premio all'alta eccellenza[41]
- Korea PD Award
  - 2023 – Miglior serie TV[42]
- Seoul International Drama Award
  - 2023 – Miglior miniserie[43]
  - 2023 – Straordinario attore coreano a Lee Sung-min[43]

## Remake
La piattaforma OTT Viu ha annunciato un remake thailandese nel 2023.